# 镜蛤亚科
镜蛤亚科（學名：Dosiniinae）是双壳纲帘蛤科之下的其中一個亞科。這個亞科原來只包括镜蛤属一個屬，但這個屬之下本來就已分為很多亞屬，現時有部分已被升格至屬級，而且現時簾蛤科物種普遍已不再分到亞科級，所以這個分類單元僅供參考。

## 特徵
本亞科物種的特徵，是其鉸齒的後側齒距離主鉸齒較接近。這個特徵僅見於鏡蛤亞科物種。
體型最大的物種是棲息於墨西哥西海岸至秘魯北部水深3-60m處的海床的厚重镜蛤（Dosinia ponderosa），殼長可達15cm。

## 分類
帘蛤科的亞科，包括帘蛤亚科（Venerinae） 、鬼帘蛤亚科 （《中国动物志》作雪蛤亞科:iii-vii）、缀锦蛤亚科（Tapetinae H. A. Adams, 1857）。這些亞科合起來形成一個单系群。
當屬被粗略劃分時，镜蛤亚科成為了一個只有镜蛤属的單型分類單元。镜蛤属事實上是一個大屬，可以再細分為多個亞屬。不過也有文獻認為這些鏡蛤屬的亞屬是獨立的屬，若以親緣關係計算，這些屬都可算是鏡蛤亞科的成員。這些鏡蛤屬之下的亞屬詳列如下：

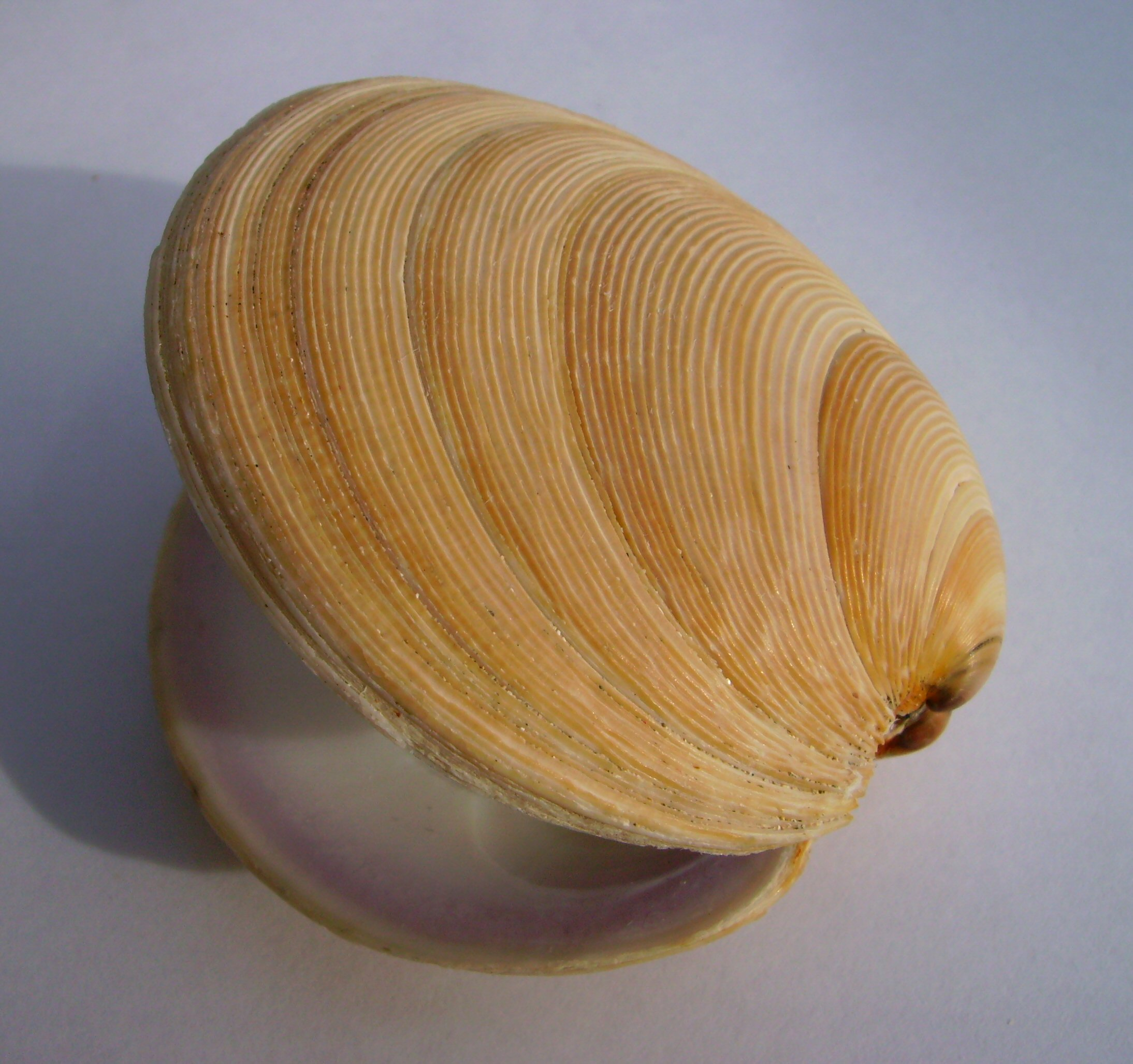
镜蛤属 Dosinia Scopoli, 1777
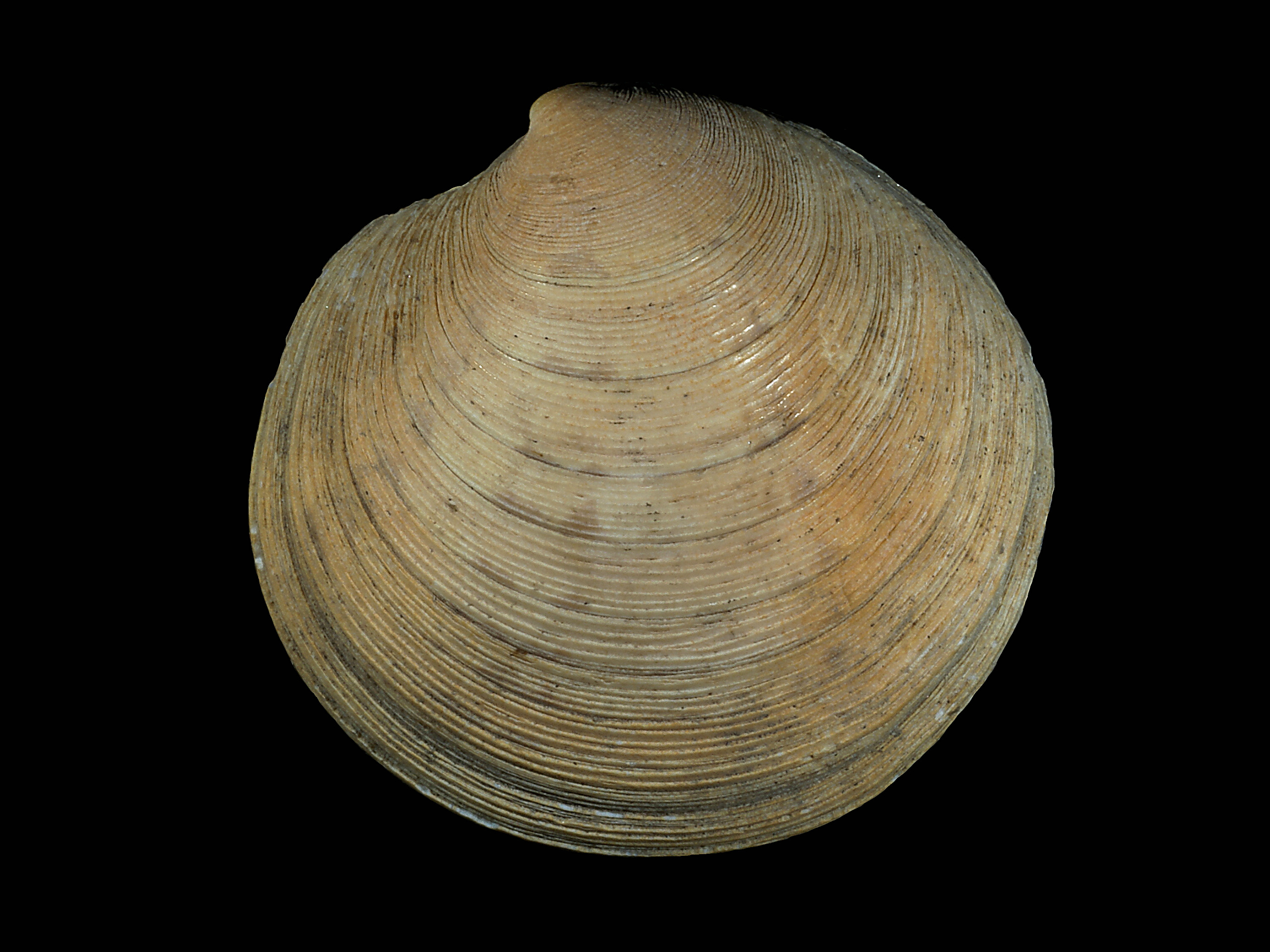
圓鏡蛤屬 Dosinella
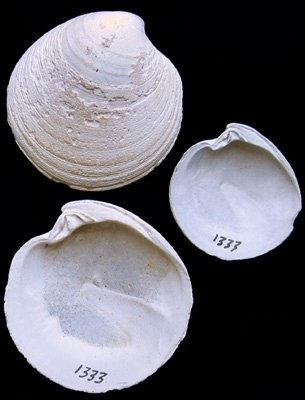
镜文蛤属 Dosinorbis Dall, 1902
- Phacosoma

## 圖庫
- ウバノカガミ
- セイヨウカガミ

## 外部連繥
- 維基物種上的相關：镜蛤亚科